# Prahova (rivière)
La Prahova est une rivière roumaine, affluent de la rive gauche de la Ialomița et sous-affluent du Danube.

## Géographie
La Prahova est une rivière du sud de la Roumanie, qui prend sa source dans les Monts Bucegi (județ de Brașov), dans les Carpates méridionales, qui traverse ensuite le județ de Prahova et qui se jette dans la Ialomița, près d'Adâncata (județ de Ialomița).
La Prahova s'écoule dans le sens nord-sud tout au long d'une vallée très touristique (stations de ski notamment), avant d'infléchir son cours vers le sud-est à l'ouest de Ploiești et de couler ensuite vers l'est dans la plaine valaque.
Elle arrose les villes de Predeal, Azuga, Bușteni, Sinaia, Comarnic, Breaza et Câmpina ainsi que les communes de Florești, Gherghița et Drăgănești.
Sa longueur est de 183 km, 6 km dans le Județ de Brașov, 161 km dans le Județ de Prahova et 16 km dans le Județ de Ialomița.
La Prahova a un bassin de 3 740 km2 qui représente 75 % de la surface du Județ de Prahova auquel elle a donné son nom.

## Hydrographie
Ses affluents principaux sont la Doftana, la Teleajen, le Cricovul Sărat.
La rivière prend à plusieurs reprises (sur deux sections : les Subcarpates et la Plaine de piémont de Ploiesti) un mode de fonctionnement de cours d'eau en tresse.